# Мумуйе (подгруппа языков)
Муму́йе (англ. mumuye) — подгруппа языков, входящая в состав группы мумуйе-янданг ветви леко-нимбари подсемьи адамава адамава-убангийской семьи. Область распространения — восточные районы Нигерии (штаты Адамава и Тараба). Включает языки генгле, кумба, мумуйе, пангсенг, ранг, теме и вака. Общая численность говорящих по оценкам разных лет — около 415 000 человек, из них численность носителей языка мумуйе — около 400 000 человек.
В рамках группы мумуйе-янданг подгруппа мумуйе противопоставляется подгруппе языков янданг (йенданг).
За исключением языка мумуйе все языки подгруппы бесписьменные. Письменность языка мумуйе основана на латинице.

## Общие сведения
Область распространения языков мумуйе размещается в восточной Нигерии к югу от реки Бенуэ на границе штатов Тараба и Адамава. Согласно современному административно-территориальному делению Нигерии, носители языков мумуйе расселены в северо-восточной части территории штата Тараба — в районах Джалинго, Зинг, Карим Ламидо, Йорро и Бали, а также в западной части территории штата Адамава — в районах Ганье, Фуфоре, Южная Йола, Северная Йола, Нуман, Майо-Белва и Демса. Ареалы языков ранг, пангсенг и бо́льшая часть ареала языка мумуйе размещены в штате Тараба (на этнической территории мумуйе расположен административный центр штата Тараба — город Джалинго), ареалы языков генгле, кумба, теме, вака и меньшая часть ареала языка мумуйе размещены в штате Адамава. Основная часть области распространения языков подгруппы мумуйе с ареалами языков мумуйе, пангсенг и ранг отделена от ареалов остальных языков (генгле, кугама, теме и вака) областью распространения адамава-убангийского языка йенданг. Основной ареал подгруппы мумуйе на западе граничит с областью распространения джукуноидных языков, на юге и юго-востоке — с областью распространения дакоидных языков, на севере и северо-востоке — с ареалами адамава-убангийских языков йенданг, йотти и ньонг. Область распространения языков генгле, кугама, теме и вака, находящаяся к северо-востоку от основного ареала, на западе граничит с ареалом языка йенданг, на востоке — с областью распространения диалекта адамава северноатлантического языка фула.
Общая численность говорящих на языках мумуйе по оценкам разных лет составляет около 415 000 человек, наиболее распространённым по числу носителей является язык мумуйе, насчитывающий около 400 000 говорящих (1993). На языке вака говорят около 5000 человек (1992), на языке теме — около 4000 человек (1995), на языке генгле — также около 4000 человек, на языке кумба — 3420 человек (2000), на языке ранг — не более 100 человек.
Согласно данным сайта Ethnologue, по степени сохранности язык мумуйе относится к так называемым развивающимся языкам, а все остальные языки подгруппы мумуйе — к устойчивым, или стабильным.
Помимо родного языка носители языков мумуйе также владеют широко распространёнными на севере и на востоке Нигерии языками хауса и фула (в варианте нигерийский фульфульде). Язык мумуйе как второй распространён среди носителей малочисленных соседних языков ньонг, йенданг и йотти, язык кумба — среди носителей теме, ньонг и кугама, язык генгле — среди носителей кугама и теме.

## Классификация
Согласно классификациям, представленным в справочнике языков мира Ethnologue и в «Большой российской энциклопедии», подгруппа мумуйе включает языки генгле, кумба, мумуйе, пангсенг, ранг, теме и вака. В рамках этой подгруппы наиболее близкими друг другу являются занимающие несколько обособленное положение языки ранг, пангсенг и мумуйе. Вместе с подгруппой янданг языки мумуйе образуют группу мумуйе-янданг в составе ветви леко-нимбари подсемьи адамава адамава-убангийской семьи.
В классификации Р. Бленча в состав подгруппы мумуйе включаются только три языка — мумуйе, или центральный мумуйе, ранг и пангсенг. Языки вака, теме, кумба (сафе, йофо) и генгле отнесены к подгруппе янданг (в терминологии Р. Бленча — йенданг). Подгруппа мумуйе в данной классификации является частью группы мумуйе-янданг (в терминологии Р. Бленча — мумуйе-йенданг) подсемьи адамава адамава-убангийской семьи.
В классификации К. Симидзу, опубликованной в базе данных по языкам мира Glottolog, языковое объединение мумуйе также включает в свой состав только три языка — мумуйе, ранг и пангсенг, причём языки ранг и пангсенг противопоставляются в рамках этой подгруппы многочисленным диалектам языка мумуйе. Языки теме и вака сближаются с языком йенданг и образуют объединение вака-йенданг-теме в составе подгруппы янданг. Подгруппы мумуйе и янданг, а также языки генгле-кугама и кумба составляют языковое единство мумуйе-янданг, которое включается в объединение центрально-адамавских языков (соответствующее ветви леко-нимбари в других классификациях). В отличие от традиционной классификации центрально-адамавские языки не включаются в подсемью адамава, противопоставляемую убангийской подсемье в рамках адамава-убангийского языкового единства — вместе с языками мбум и частью убангийских языков (без ветви гбайя-манза-нгбака) они образуют камерунско-убангийское языковое объединение в составе северных вольта-конголезских языков. Последние вместе с языками бенуэ-конго, кру, ква вольта-конго и другими образуют объединение вольта-конголезских языков.
По общепринятой ранее классификации Дж. Гринберга 1955 года языки мумуйе включаются в одну из 14 подгрупп группы адамава адамава-убангийской семьи — вместе с языками кумба, мумуйе, генгле, теме, уака, зинна в неё входит также язык йенданг.
В классификации, которая была предложена Р. Бленчем в издании An Atlas of Nigerian Languages, и в классификации А. В. Ляхович и А. Ю. Желтова, опубликованной в базе данных по языкам мира Glottolog, лингвоним «генгле» представлен как один из двух вариантов названия языка кугама-генгле (и как название одного из двух диалектов этого языка).